# 東四国スバル
東四国スバル（ひがししこくスバル）は、かつて香川県高松市に本社をあったSUBARUのディーラーである。

## 沿革
- 1961年4月1日 - 徳島スバル自動車株式会社設立
- 1974年5月1日 - 香川スバル自動車株式会社設立
- 2006年 - 徳島スバル自動車と香川スバル自動車が統合して、「東四国スバル」が誕生。[2]
- 2009年 - 全国スバル販売店の再編により、広島スバル傘下の事業会社となる。[3]
- 2025年 - 中四国地方のスバル販売店の再編により、中国地方のスバル販売店は4社と四国スバルと統合してスバル中四国に統合[4]

## 店舗
- 本社・高松木太店 - 香川県高松市木太町2683
- 高松空港通り店 - 香川県高松市鹿角町421-5
- 丸亀原田店 - 香川県丸亀市原田町1673-1
- 宇多津浜街道店 - 香川県綾歌郡宇多津町浜二番丁20-16
- 論田店 - 徳島県徳島市論田町大江26
- 徳島北店 - 徳島県徳島市応神町西貞方仁徳52-1
- 川内店 - 徳島県徳島市川内町大松248
- カースポット丸亀原田 - 香川県丸亀市原田町1666-2
- カースポット徳島 - 徳島県徳島市大松町榎原外77-27